# Петър Стоянов (сумист)
Вижте пояснителната страница за други личности с името Петър Стоянов.
Петър Стоянов е български сумист. Той е световен вицешампион и двукратен световен бронзов медалист по сумо за аматьори. Стоянов е и шесткратен европейски шампион. В българската сумо федерация той работи като мениджър и треньор на националния отбор на България по сумо.
Петър Стоянов тежи 150 kg. и е висок 195 см. През 2006 г. за пети път е избран за сумист номер 1 за България.
През 2008 г. печели купата на сумо титаните в Москва, като по пътя към титлата побеждава бившите световни шампиони.
През 2010 г. е арестуван и обвинен в ръководене на бандата за мокри поръчки „Килърите“ и участие в организирана престъпна група. На 20 декември 2012 година заедно с други двама свои съпроцесници е осъден на доживотен затвор без право на замяна. 